# Градска спортска дворана Тојама
Градска спортска дворана Тојама (јап. 富山市総合体育館) је вишенаменска дворана у Тојами, Јапан. Дворана је грађена између 1996. и 1999. Борј седећих места је 3.318 а додатно се може поставити још 1.332 у зсвисности од потреба.
Дворана је до сада била три пута домаћин светског купа у одбојци и то 2003. 2007. и 2011. 